# Distretto di Aikō
Il distretto di Aikō (愛甲郡, Aikō-gun?) è uno dei distretti della prefettura di Kanagawa, in Giappone.
Attualmente fanno parte del distretto i comuni di Aikawa e Kiyokawa.
| Controllo di autorità | VIAF (EN) 260847119 · NDL (EN, JA) 00629574 |